# Mercado Municipal Antônio Valente
O Mercado Municipal Antônio Valente, mais conhecido como Mercadão, localiza-se em Campo Grande/MS.
Área de 2.051,70 m² onde estão distribuidos 114 Bancas e 77 Boxes com variedade de recursos hortifrutigranjeiros e peixes da região, contando também com produtos de qualidade e preços mais acessíveis aos consumidores. A maioria dos comerciantes são descendentes de japoneses.
O prédio inaugurado em 30 de agosto de 1958 teve sua origem numa feira livre que até os anos 50 ocupou uma grande área margeando os trilhos da Noroeste, entre a Avenida Afonso Pena e a Rua 7 de Setembro. Revitalizado em 2006, ganhou um estacionamento mais amplo, instalação de modernas luminárias internas e externas, pintura nova e uma reforma feita em seu telhado. Atualmente ele é considerado um ponto turístico da cidade de Campo Grande, Mato Grosso do Sul, lá pode ser encontrado diversos produtos alimentícios e muitos utensílios para o dia-a-dia.